# Muntpassage
De Muntpassage is een overdekt winkelcentrum in Weert. Dit centrum met een oppervlakte van 17.285 m² werd in 1970 gebouwd door Wilma Bouw. Het omvat het historische onderkomen van de  Weertse munt, waarnaar het vernoemd is. In dit rijksmonument is sinds 1974 een grand café gevestigd. In het winkelcentrum vindt men ook het Munttheater. Parkeren is mogelijk op een parkeerdek.
In de jaren 1990 is de Muntpassage herontwikkeld, waarbij een betere aansluiting op het stadscentrum werd gerealiseerd. Na het vertrek van het warenhuis Vroom en Dreesmann in 2016 is het winkelcentrum in 2019 aangepast.
Het winkelcentrum is eigendom van vastgoedbelegger Bouwinvest.